# Bianca Milesi
Bianca Milesi Mojon (Milán, 22 de mayo de 1790-París, 8 de junio de 1849) fue una patriota, escritora y pintora italiana figura clave en la Revolución de 1820.

## Biografía
Provenía de una rica familia de comerciantes milaneses de origen bergamesco y se educó en un convento florentino de los seis a los dieciocho años. Subsiguientemente viajó por la Toscana y Suiza y se interesó por la filosofía iluminista. A su vuelta a Milán, frecuentó a la intelectualidad de la ciudad y continuó viajando por Florencia y Roma entablando amistad con Luisa de Stolberg-Gedern, Antonio Canova o Sophie Reinhard.

### La carbonería
Animada por un espíritu antinapoleónico ayudó a muchos carboneros como su prima Metilde Viscontini (Federico Confalonieri, Giuseppe Pecchio, Pietro Borsieri, Camilla Besana Fé o Maria Frecavalli)

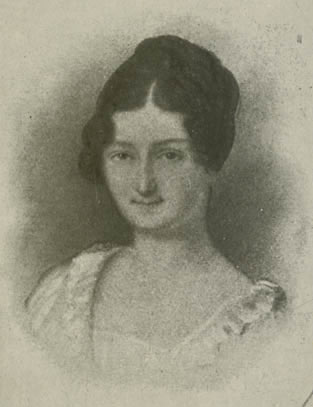
Metilde Viscontini

Ambas se adhirieron a las conspiraciones a través de la Sociedad de las Jardineras.
El emperador Francisco II ordenó a la policía vigilar a algunas mujeres sospechosas y las dos fueron arrestadas finalmente.
Tras su liberación, siguió con sus actividades artísticas y se relacionó con Francesco Hayez, Andrea Appiani y Ernesta Bisi, o la maestra de diseño de Cristina Trivulzio di Belgiojoso. Además impartió clases.

Pero por el clima político dejó Milán, refugiándose primero en Ginebra donde su amigo Jean Charles Léonard Simonde de Sismondi, y más tarde en París e Inglaterra donde contactó con Maria Edgeworth.

### Últimos años
En 1825, se casó con el médico genovés Benedetto Mojon (1781 - 1849), y tuvieron tres hijos: Enrico Carlo (1827 -1831), Benedetto Giuseppe (1827 - 1916) y un segundo Enrico (1831 -1894) .
En 1833, la pareja se estableció en París y Bianca se convirtió al protestantismo.
El 4 de junio de 1849, comenzó a presentar los primeros síntomas del cólera, y su marido que la asistía el 7 de junio. Ambos fallecerían al día siguiente 

## Publicaciones
- Vita di Gaetana Agnesi (1815)
- Vita di Saffo (1824)